# Jacques Caraës
Jacques Caraës, surnommé « Jaco », est un navigateur français, né le 19 août 1959 à Brest dans le Finistère. Il est principalement connu comme directeur de courses au large de la Solitaire du Figaro, la Route du Rhum et le Vendée Globe.

## Carrière de navigateur

### Jeunesse en Bretagne et premières courses
Son père dirige la scierie marine familiale et l'initie à la voile : «C'est lui qui nous a appris la mer». C'est ce qui fait son attachement à différents bateaux en bois. C'est aussi plusieurs bateaux familiaux dont Calypso III

### Fastnet
En 1979, âgé de 20 ans, il part sur cette course, une des légendes de la course au large, avec l'équipage le plus jeune. Le troisième jours de la course, une tempête avec force 10 et 11 mètres de creux aux environs des Scilly fait 19 morts. Leur bateau subit des déferlantes, il démâte et l'équipage doit se réfugier dans le radeau de survie avant d'être récupéré par un bateau anglais.

### Whitbread (The Ocean Race)
Sur le second bateau La Poste, il navigue avec Éric Tabarly, « c'est un sphinx, c'est vraiment des gens qui vous marquent. »

### Trophée Jules-Verne
En 2005, il fait partie de l'équipage du catamaran Orange II mené par Bruno Peyron
Il fait ensuite partie de l'équipage du multicoque Groupama 3, dirigé par Franck Cammas, qui chavire au large de la Nouvelle-Zélande en 2008. Repartis en 2010, ils battent le Trophée Jules-Verne, un de ses cinq tours du monde complet.

## Carrière de directeur de course

### Solitaire du Figaro
Approché par l'organisation de la Solitaire du Figaro en 2007, il a été directeur de cette course de six éditions.

### Route du Rhum
C'est en 2018 que Jacque Caraës passe directeur de course de la Route du Rhum

### Vendée Globe
Il est directeur de course des éditions 2016 et 2020 du Vendée Globe.

## Victoires, palmarès et récompenses

### Principales victoires
- Vainqueur de la première Transat AG2R en 1992, avec Michel Desjoyeaux sur SILL

### Palmarès[5]
- Codétenteur du record traversée atlantique sur le catamaran Orange 2 en 4 jours 8 heures (2006).
- Codétenteur du trophée Jules-Verne sur le catamaran Orange 2 en 50 jours 16 heures 20 minutes (2005).
- Codétenteur du record traversée Atlantique monocoque sur Mari-Cha IV : 6 jours 17 heures. (2003).
- Codétenteur record de milles en 24 h : 752 milles sur Orange
- Vainqueur de The Race sur Club Med (2001).

Transat AG2R
- 1er en 1992

Trophée Jules-Verne
- Record battu en 2010

### Récompenses
- Chevalier de l'ordre du Mérite maritime depuis 2021 pour le sauvetage de Kevin Escoffier lors du Vendée Globe[6].